# ベラジオオペラ
べラジオオペラ（欧字名:Bellagio Opera、2020年4月7日 - ）は、日本の競走馬。主な勝ち鞍は2024年・2025年の大阪杯連覇、2023年のスプリングステークス、チャレンジカップ。
馬名の意味は、冠名＋歌劇。

## 戦績

### 2歳（2022年）
1歳時、2021年7月のセレクトセールに上場されたが主取り（3500万円）となった。翌年5月の千葉サラブレッドセールに上場され、（株）ビープロジェクトに4851万円で落札された。11月20日、阪神競馬場第5レースの2歳新馬戦（芝1800m）で、鞍上ダミアン・レーンにてデビューし勝利。

### 3歳（2023年）
1月29日の1勝クラス・セントポーリア賞より始動し2連勝。次走は3月19日に中山競馬場で行われたスプリングステークスに出走。道中は縦長になった馬群の中団を追走し、スムーズに3コーナーから4コーナーを回って直線で外から先行各馬を交わし、2着ホウオウビスケッツに1と1/4馬身差をつけてゴール。デビューから3連勝で重賞初制覇を飾るとともに、皐月賞の優先出走権を手にした。迎えた皐月賞本番はファントムシーフ、ソールオリエンスにつぐ3番人気に支持された。レースは好スタートを決めて積極的に2番手で進めるも、勝負どころで余力が無くなり、キャリア初黒星となる10着に大敗。クラシック2戦目の東京優駿は前走の大敗もあって9番人気にとどまったが、中団から上がり最速の脚で先行勢に迫り、4着と持ち直した。
その後は神戸新聞杯を経て菊花賞に出走する予定だったが、夏負け気味で調整が遅れたため、回避。12月3日のチャレンジカップで復帰した。レースは好スタートを決めて中団で折り合い良く運び、直線に向くと力強い末脚で先頭へ。直線最内を伸びてきたボッケリーニとの追い比べをハナ差制し、スプリングステークス以来となる重賞2勝目をマークした。

### 4歳（2024年）
シーズン初戦として出走した2月11日の京都記念は、プラダリアとの競り合いに4分の3馬身差及ばず、2着に惜敗。続いて、3月31日開催の大阪杯に出走。2番手から最後の直線で抜け出すと、ローシャムパーク・ルージュエヴァイユら後続勢の追撃をクビ差でしのぎきりゴール。管理する上村調教師共々、念願のGI初制覇を果たした。
6月23日に京都競馬場で行われる宝塚記念に、引き続き横山和生騎手を鞍上に出走することを4月24日に上村洋行調教師が明らかにした。宝塚記念当日は予定通り横山和生を鞍上に5番人気で出走したが3着。その後、滋賀県のチャンピオンヒルズで休養を挟み、直接天皇賞・秋へ出走。しかし状態に関しては暑さに弱いうえ、猛暑だったことも影響して上村やスタッフなど厩舎陣営が完調手前と明言しており、本調子ではなく6着に終わる。続く有馬記念はファン投票3位に選出され出走。巻き返しを期したが2500メートルは距離が長く、直線で伸びを欠いて4着に敗れた。

### 5歳（2025年）
昨シーズンは京都記念から始動したが今シーズンは大阪杯へ直行。2番人気で臨むとスタートから好位につけると、前半の1000メートル通過が57秒5と先頭がハイペースで飛ばす展開も落ち着いてレースを進ませ、最後の直線で末脚を繰り出して優勝。勝ち時計1分56秒2は、従来のコースレコードを1秒も更新するタイムであった。また同レースはサンライズペガサスが2勝しており最多勝利タイとなるが、グレード制導入以前を含め初の連覇を達成した。

## 競走成績
以下の内容は、JBISサーチおよびnetkeiba.comの情報に基づく。
| 競走日     | 競馬場 | 競走名           | 格   | 距離（馬場）  | 頭 数 | 枠 番 | 馬 番 | オッズ （人気） | 着順 | タイム （上り3F） | 着差 | 騎手      | 斤量 [kg] | 1着馬（2着馬）         | 馬体重 [kg] |
| ---------- | ------ | ---------------- | ---- | ------------- | ----- | ----- | ----- | --------------- | ---- | ----------------- | ---- | --------- | --------- | ---------------------- | ----------- |
| 2022.11.20 | 阪神   | 2歳新馬          |      | 芝1800m（稍） | 9     | 3     | 3     | 006.20（3人）   | 01着 | R1:48.0（33.6）   | -0.0 | 0D.レーン | 55        | （エアメテオラ）       | 506         |
| 2023.01.29 | 東京   | セントポーリア賞 | 1勝  | 芝1800m（良） | 8     | 4     | 4     | 002.90（1人）   | 01着 | R1:48.0（33.9）   | -0.2 | 0横山武史 | 56        | （トラマンダーレ）     | 504         |
| 0000.03.19 | 中山   | スプリングS      | GII  | 芝1800m（重） | 16    | 2     | 4     | 003.70（2人）   | 01着 | R1:48.9（35.7）   | -0.2 | 0横山武史 | 56        | （ホウオウビスケッツ） | 500         |
| 0000.04.16 | 中山   | 皐月賞           | GI   | 芝2000m（重） | 18    | 7     | 15    | 006.30（3人）   | 10着 | R2:02.4（38.7）   | -1.8 | 0田辺裕信 | 57        | ソールオリエンス       | 496         |
| 0000.05.28 | 東京   | 東京優駿         | GI   | 芝2400m（良） | 18    | 1     | 1     | 054.90（9人）   | 04着 | R2:25.2（33.0）   | -0.0 | 0横山和生 | 57        | タスティエーラ         | 494         |
| 0000.12.02 | 阪神   | チャレンジC      | GIII | 芝2000m（良） | 13    | 4     | 5     | 005.50（3人）   | 01着 | R1:58.8（34.7）   | -0.0 | 0横山和生 | 57        | （ボッケリーニ）       | 514         |
| 2024.02.11 | 京都   | 京都記念         | GII  | 芝2200m（良） | 12    | 5     | 5     | 002.20（1人）   | 02着 | R2:12.2（34.6）   | -0.1 | 0横山和生 | 57        | プラダリア             | 506         |
| 0000.03.31 | 阪神   | 大阪杯           | GI   | 芝2000m（良） | 16    | 6     | 11    | 005.50（2人）   | 01着 | R1:58.2（34.9）   | -0.0 | 0横山和生 | 58        | （ローシャムパーク）   | 506         |
| 0000.06.23 | 京都   | 宝塚記念         | GI   | 芝2200m（重） | 13    | 3     | 3     | 011.60（5人）   | 03着 | R2:12.4（34.8）   | -0.4 | 0横山和生 | 58        | ブローザホーン         | 518         |
| 0000.10.27 | 東京   | 天皇賞（秋）     | GI   | 芝2000m（良） | 15    | 1     | 1     | 013.30（4人）   | 06着 | R1:57.7（33.7）   | -0.4 | 0横山和生 | 58        | ドウデュース           | 514         |
| 0000.12.22 | 中山   | 有馬記念         | GI   | 芝2500m（良） | 15    | 3     | 5     | 007.10（3人）   | 04着 | R2:32.1（35.5）   | -0.3 | 0横山和生 | 58        | レガレイラ             | 512         |
| 2025.04.06 | 阪神   | 大阪杯           | GI   | 芝2000m（良） | 15    | 3     | 5     | 005.10（2人）   | 01着 | R1:56.2（34.1）   | -0.2 | 0横山和生 | 58        | （ロードデルレイ）     | 508         |
| 0000.06.15 | 阪神   | 宝塚記念         | GI   | 芝2200m（稍） | 17    | 1     | 1     | 004.00（1人）   | 02着 | R2:11.6（36.4）   | -0.5 | 0横山和生 | 58        | メイショウタバル       | 510         |

- 競走成績は2025年6月15日現在
- タイム欄のRはレコード勝ちを示す

## 血統表
| べラジオオペラの血統                         | べラジオオペラの血統                               | べラジオオペラの血統                       | （血統表の出典）                           | （血統表の出典）  |
| 父系                                         | キングマンボ系（ミスタープロスペクター系）         | キングマンボ系（ミスタープロスペクター系） | キングマンボ系（ミスタープロスペクター系） |                   |
| 父 ロードカナロア 2008 鹿毛 北海道新ひだか町 | 父の父キングカメハメハ 2001 鹿毛 北海道早来町      | Kingmambo                                  | Mr. Prospector                             | Mr. Prospector    |
| 父 ロードカナロア 2008 鹿毛 北海道新ひだか町 | 父の父キングカメハメハ 2001 鹿毛 北海道早来町      | Kingmambo                                  | Miesque                                    |                   |
| 父 ロードカナロア 2008 鹿毛 北海道新ひだか町 | 父の父キングカメハメハ 2001 鹿毛 北海道早来町      | *マンファス                                | *ラストタイクーン                          | *ラストタイクーン |
| 父 ロードカナロア 2008 鹿毛 北海道新ひだか町 | 父の父キングカメハメハ 2001 鹿毛 北海道早来町      | *マンファス                                | Pilot Bird                                 |                   |
| 父 ロードカナロア 2008 鹿毛 北海道新ひだか町 | 父の母レディブラッサム 1996 鹿毛 北海道千歳市      | Storm Cat                                  | Storm Bird                                 | Storm Bird        |
| 父 ロードカナロア 2008 鹿毛 北海道新ひだか町 | 父の母レディブラッサム 1996 鹿毛 北海道千歳市      | Storm Cat                                  | Terlingua                                  |                   |
| 父 ロードカナロア 2008 鹿毛 北海道新ひだか町 | 父の母レディブラッサム 1996 鹿毛 北海道千歳市      | *サラトガデュー                            | Cormorant                                  | Cormorant         |
| 父 ロードカナロア 2008 鹿毛 北海道新ひだか町 | 父の母レディブラッサム 1996 鹿毛 北海道千歳市      | *サラトガデュー                            | Super Luna                                 |                   |
| 母 エアルーティーン 2012 栗毛 北海道千歳市   | 母の父*ハービンジャー Harbinger 2006 鹿毛 イギリス | Dansili                                    | *デインヒル                                | *デインヒル       |
| 母 エアルーティーン 2012 栗毛 北海道千歳市   | 母の父*ハービンジャー Harbinger 2006 鹿毛 イギリス | Dansili                                    | Hasili                                     |                   |
| 母 エアルーティーン 2012 栗毛 北海道千歳市   | 母の父*ハービンジャー Harbinger 2006 鹿毛 イギリス | Penang Pearl                               | Bering                                     | Bering            |
| 母 エアルーティーン 2012 栗毛 北海道千歳市   | 母の父*ハービンジャー Harbinger 2006 鹿毛 イギリス | Penang Pearl                               | Guapa                                      |                   |
| 母 エアルーティーン 2012 栗毛 北海道千歳市   | 母の母エアマグダラ 2003 栗毛 北海道千歳市          | *サンデーサイレンス                        | Halo                                       | Halo              |
| 母 エアルーティーン 2012 栗毛 北海道千歳市   | 母の母エアマグダラ 2003 栗毛 北海道千歳市          | *サンデーサイレンス                        | Wishing Well                               |                   |
| 母 エアルーティーン 2012 栗毛 北海道千歳市   | 母の母エアマグダラ 2003 栗毛 北海道千歳市          | エアデジャヴー                             | *ノーザンテースト                          | *ノーザンテースト |
| 母 エアルーティーン 2012 栗毛 北海道千歳市   | 母の母エアマグダラ 2003 栗毛 北海道千歳市          | エアデジャヴー                             | *アイドリームドアドリーム                  |                   |
| 母系(F-No.)                                  | (FN:4-r)                                           | (FN:4-r)                                   | (FN:4-r)                                   |                   |
| 5代内の近親交配                              | Northern Dancer：5×5                               | Northern Dancer：5×5                       | Northern Dancer：5×5                       |                   |
| 出典                                         | 1.                                                 | 1.                                         | 1.                                         | 1.                |

- 伯父に2018年函館記念の勝ち馬エアアンセムがいる。
- 祖母エアマグダラの全兄に2008年アメリカジョッキークラブカップ勝ち馬のエアシェイディ、全姉に2005年秋華賞勝ち馬のエアメサイアがいる。
- 3代母エアデジャヴーは1998年クイーンステークスの勝ち馬で、その半弟に2000年クラシック二冠馬のエアシャカールがいる。
- その他近親にエアスピネル、エアウィンザー、エアソミュールなど。